# I. e. 20. század
| Évezredek i.e. | 10. | 9. | 8. | 7. | 6. | 5. | 4. | 3. | 2. | 1. | Időszámítás kezdete | 1. | 2. | 3. | 4. | 5. | 6. | 7. | 8. | 9. | 10. | Évezredek i.sz. |

## Események
- i. e. 1991: Egyiptomban I. Amenemhat megalapítja a XII. dinasztiát. A középbirodalom kora.
- Hettita betelepedés Kis-Ázsiába.
- Föníciai városállamok létrejötte a Földközi-tenger keleti partján.
- Első jelentős államalakulatok Észak-Mezopotámiában. Esnunna, Assur, Mári.
- A krétai civilizáció fénykora. Knósszosz, Phaisztosz, Malliai palota építése.
- Görög törzsek bevándorlása Hellaszba.
- Indus-völgyi civilizáció.

## Találmányok, felfedezések
- Lóhasználat igavontatásra, búza és köles termesztése.
- Szövőszék, takácsművesség Egyiptomban.